# Léon Mart
Léon Mart (ur. 18 września 1914 w Esch-sur-Alzette, zm. 14 lipca 1984 tamże) – piłkarz reprezentacji Luksemburga, występujący na pozycji środkowego napastnika. Najlepszy strzelec w historii reprezentacji – w latach 1933–1946 zdobył 16 bramek w 24 meczach reprezentacji.